# Kožuchovce
Kožuchovce (in ungherese Körmös) è un comune della Slovacchia facente parte del distretto di Stropkov, nella regione di Prešov.
La chiesa in legno del villaggio, costruita nel 1741, è stata trasferita a Košice e forma parte del Museo della Slovacchia orientale.